# Sok hűhó
A Sok hűhó (eredeti cím All That) 1994 és 2005, majd 2019 és 2020 között vetített amerikai televíziós szkeccs vígjáték, amelyet Brian Robbins és Mike Tollin készítettek. 1994. április 16-án debütált a Nickelodeonon, és 2005. október 22-ig tartott tíz évadon keresztül. 2019-ben néhány korábbi szereplő közreműködésével egy évad erejéig újra elindították.
A fiatalok számára készített műsorban különféle humoros jeleneteket adtak elő, illetve minden héten volt egy zenei előadó, mint vendég. Általában különféle popkulturális utalások mentén parodizáltak ki dolgokat gyerekkorú vagy tinédzser színészekkel. A korai epizódokat a floridai Orlandóban vették fel, majd később átkerült Hollywoodba, ahol a többi hasonló sorozatot forgatta a Nickelodeon.
Több mint egy évtizeden keresztül a csatorna egyik kritikailag is elismert műsora volt, főként a változatos és gyakran cserélődő színészgárdájára tekintettel. Több színész is önálló karriert futott be később, illetve egyes jelenetekből filmeket is forgattak. A filmeken kívül lemezek, könyvek, turnék, és különleges epizódok is megjelentek.
Magyarországon az első három évadot a Nickelodeon mutatta be. 2021. január 15-én a 11. évadot a TeenNick mutatta be. A 4-10. évadok Magyarországon nem kerültek bemutatásra.

## Története
Brian Robbins és Mike Tollin találták ki a műsort, a fő forgatókönyvíró pedig Dan Schneider volt, aki a harmadik évadban showrunnerré is vált. Ez a műsor indította be Schneider karrierjét a fiataloknak szóló vígjátéksorozatok terén.
Robbins és Schneider 1986-ban találkoztak a "Head of the Class" című sorozat kapcsán. Mindketten kedvelték a forgatókönyvírást, így elhatározták, hogy elkészítik egy műsornak a tervezetét, és azt bemutatták a producereknek. Nekik tetszett, amit látnak, és berendelték a sorozatot. A sorozat sikeres lett, 1988-ban pedig felkérték őket, hogy legyenek az éves Nickelodeon Kids’ Choice Awards társházigazdái. Egyikük sem tudott sok mindent a Nickelodeonról, de elvállalták. A műsor során ismerték meg Albie Hecht producert, akivel összebarátkoztak, és aki azt javasolta nekik, hogy készítsenek műsort a csatornára. Ők ezt ekkor visszautasították, ugyanis szerződés kötötte őket az ABC-hez.
1991-ben véget ért a "Head of the Class", ők ketten pedig megalapították a Tollin/Robbins Productions-t. Eredetileg kis költségvetésű sportdokumentumfilmeket készítettek, mígnem Hecht, aki emlékezett rájuk, ismét megkereste őket az ajánlatával. Először egy fél órás dokumentumfilmet készítettek a Nickelodeon két játékműsorának házigazdájával, Phil Moore-ral és Mike 'O Malley-vel. Mivel csak két napjuk volt a forgatásra, és a műsor útinapló jellegű lett volna, ezért meg kellett rendezniük, hogy valójában egy turnét vesznek fel. Mivel remekül megoldották a feladatot, Hecht újabb ajánlatot tett Robbinsnak: megkérdezte, hogy lenne-e olyan műsor, amit szívesen elkészítene. Ő erre azt felelte, hogy megcsinálná a Saturday Night Live-ot, csak gyerekszínészekkel. Tollin és Schneider segítségével neki is látott megtervezni azt. Számos, Amerikában népszerű varietéműsor alapján kezdték el tervezgetni a műsort, de Schneider azt mondta, hogy addig szó sem lehet a pilot epizód elkészítéséről, amg össze nem válogatták a szereplőgárdát. Tévében általában fordítva szokott ez történni, most azonban szükségesnek látszott, hogy így tegyenek, ugyanis így az egyes színészek erősségeihez írhatták a jeleneteket. Néhány hónapon keresztül tartó kutatásba kezdtek országszerte, melynek köszönhetően összeállt az eredeti stáb, Angelique Bates, Lori Beth Denberg, Katrina Johnson, Kel Mitchell, Alisa Reyes, Josh Server, és Kenan Thompson személyében.
Amint együtt volt a stáb, elkezdték a forgatókönyvek írását. A koncepció a következő volt: a fél órás epizódokat rendszerint egy jelenet nyitotta a főcím előtt, amelyben a szereplők vettek részt különféle tevékenységekben. Ezután következtek a különféle vicces jelenetek, melyek között több visszatérő is volt (közöttük egy, a Saturday Night Live "Weekend Update"-jét idéző paródia, a Vitális Információk), majd a műsor végén egy zenei fellépő jött. A forgatásra a Nickelodeon orlandói stúdiójában került sor. Mindazonáltal amikor a pilot epizódot leforgatták, az nem ért el túl nagy sikert a tesztközönség előtt. Geraldin Laybourne, a Nickelodeon akkori elnöke a negatív értékelés ellenére úgy döntött, ad a műsornak egy esélyt.
Az első évad során Kevin Kopelow és Heath Seifert csatlakozott a stábhoz forgatókönyvíróként. Az ő terveik alapján készült később a "Kenan és Kel" című sorozat a műsor két szereplőjével, valamint ugyancsak velük a "Hamm Burger" című film, a Sok hűhó "Jó Burger" jelenetei alapján.
A második évad elkészültét követően a Nickelodeon, amely szerette volna a nyugati partra költöztetni egységesen az élőszereplős sorozatainak forgatását, először a Paramount Pictures-től bérelt egy stúdiót Hollywoodban, majd a Nickelodeon on Sunset nevű stúdiójukba költöztek (volt Earl Carrol Színház), és ott is maradtak a 10. évad végéig. A harmadik évad alatt Angelique Bates kiszállt a műsorból, a helyére Amanda Bynes került. Az évad végén Katrina Johnson és Alisa Reyes is kiszálltak. Három új színész érkezett a negyedik évadban: Leon Frierson, Christy Knowings, és Danny Tamberelli. Utóbbi kettő már ismert volt korábbról is: Knowings egy pilot epizód elkészítésében közreműködött, Tamberelli pedig az egyik főszereplője volt a Pete és Kis Pete című sorozatnak. A negyedik évad végén Lori Beth Denberg is kiszállt, Dan Schneider pedig otthagyta a produkciót – később ő készítette az Amanda Show-t, Amanda Bynes-szal a főszerepben. Az ötödik évadban Kopelow és Seifert nagyobb szerepet kaptak forgatókönyvíróként. Nick Cannon és Mark Saul pedig mint új szereplők léptek be. Cannon, fiatal kora ellenére, már dolgozott a sorozaton: a közönséget melegítette be, illetve a forgatókönyvekbe is bele-beleírt.
A műsor 100. epizódját megünnepelendő (ami valójában a 86. adásba került rész volt) egy különkiadás készült. Ez volt a sorozat történetében az első és egyetlen, amely teljes egészében élő közönség előtt készült, és vendégszereplők is tiszteletüket tették, mint Melissa Joan Hart, Larisa Oleynik, Robert Ri'chard, Britney Spears, és Lauryn Hill. Erre az epizódra visszatért Angelique Bates, Katrina Johnson, Lori Beth Denberg és Alisa Reyes is.
1999-ben a műsor Kid's Choice Award-győztes lett, ugyanebben az évben távozott Kenan Thompson és Kel Mitchell is. Kettejüket átmenetileg Gabriel Iglesias stand-up komikus pótolta. A hatodik évadot országos turnéval ünnepelték meg, ezt követően azonban Kopelow, Seifert, és a teljes stáb kilépett. Schneider visszakerült a showrunneri pozícióba.
Új stábot kellett felvenni, és amíg ez nem állt össze, addig a Nickelodeon különkiadásokat mutatott be. Hosszas meghallgatások után összeállt egy újabb csapat: Chelsea Brummet, Jack DeSena, Lisa Foiles, Bryan Hearne, Shane Lyons, Giovonnie Samuels, és Kyle Sullivan személyében. A formátum ugyanaz maradt, mint korábban, azzal kiegészítve, hogy minden adásban szerepet kapott egy vendég, aki a jelenetekben is részt vett (később ez fokozatosan kezdett kikopni). Emellett a Vitális Információkat is kivették a műsorból, helyette sztárhírek kifigurázásai kerültek be. Az első új epizód 2002. január 19-én debütált.
A nyolcadik évadba bekerült Jamie Lynn Spears is, illetve beindult a "SNICK On-Air-Dare" nevű blokk is a Nickelodeon szombat esti műsorában, ahol a műsor szereplőgárdájának válogatott tagjai vállaltak be különféle kihívásokat. Bryan Hearne 2003-ban elhagyta a műsort, a helyére pedig a csatorna egy különleges játék keretében kereste az utódját, akit öt finalista közül választottak ki. Ő Christina Kirkman volt, aki a kilencedik évadban állandó szereplővé vált, de a második helyezett Ryan Coleman is bekerült a sorozatba az évad során. Év végén Shane Lyons, Giovonnie Samuels és Jamie Lynn Spears kiszálltak a műsorból (utóbbi a Schneider által készített Zoey 101 című sorozat főszereplője lett).
2005-ben elkezdődött a tizedik évad, és ennek megünneplésére egy speciális különkiadás is készült, melyben a régi szereplőgárda egyes tagjait is visszahívták. Itt mutatkozott be Kianna Underwood és Denzel Whitaker is. Ez volt azonban az utolsó évad, miután 2005 szeptemberében a Nickelodeon bejelentette, hogy véget ér a sorozat.
2018-ban aztán Brian Robbins, a sorozat egyik kitalálója lett a Nickelodeon elnöke, és azon nyomban felvetette a lehetőségét annak, hogy feltámasztaná a show-t. 2019-ben neki is láttak az előkészületeknek: visszatért Kevin Kopelow és Heath Seifert, továbbá társproducerként beszállt a műsorba Kenan Thompson és Kel Mitchell is. Az egyetlen fontosabb kimaradó az időközben a Nickelodeonnal szakító Dan Schneider volt. Eddigre a Nickelodeon on Sunset épületét réges-rég eladták, így a műsor forgatására a kaliforniai Burbankben kerülhetett sor. Az új stábban Ryan Alessi, Reece Caddell, Kate Godfrey, Gabrielle Green, Nathan Janak, Lex Lumpkin, és Chinguun Sergelen kapott helyet. Csak minimális változtatásokat eszközöltek a korábbi formátumhoz képest: a nyitójelenet későbbre került, helyette rögtön a főcímmel indítanak, és a sztárhírek elhagyásával visszatért a Vitális Információk is. Érdekesség, hogy a régi szereplőgárda egyes tagjai alkalmanként felbukkantak cameo-szerepben. Az egy évados visszatérés utolsó epizódját 2020 decemberében vetítették.

## Szereplők
| Szereplő                                                                     | Évek      | Főszereplő | Vendégszereplő |
| ---------------------------------------------------------------------------- | --------- | ---------- | -------------- |
| Ryan Alessi (magyar hangja Csurgai Márk)                                     | 2019–2020 | igen       |                |
| Angelique Bates (magyar hangja Madarász Éva)                                 | 1994–1996 | igen       |                |
| Aria Brooks                                                                  | 2020      |            | igen           |
| Chelsea Brummet                                                              | 2002–2005 | igen       |                |
| Amanda Bynes (magyar hangja Mánya Zsófi)                                     | 1996–2000 | igen       |                |
| Reece Caddell (magyar hangja Predák Anna)                                    | 2019–2020 | igen       |                |
| Nick Cannon                                                                  | 1998–2000 | igen       | igen           |
| Victor Cohn-Lopez                                                            | 1998      |            | igen           |
| Ryan Coleman                                                                 | 2004–2005 | igen       |                |
| Lori Beth Denberg (magyar hangja Csondor Kata)                               | 1994–1998 | igen       |                |
| Jack DeSena                                                                  | 2002–2005 | igen       |                |
| Tricia Dickson                                                               | 1997      |            | igen           |
| Lisa Foiles                                                                  | 2002–2005 | igen       |                |
| Leon Frierson                                                                | 1997–2000 | igen       |                |
| Kate Godfrey (magyar hangja Kobela Kira)                                     | 2019–2020 | igen       |                |
| Gabrielle Green (magyar hangja Ruszkai Szonja)                               | 2019–2020 | igen       |                |
| Bryan Hearne                                                                 | 2002–2003 | igen       |                |
| Gabriel Iglesias                                                             | 2000      | igen       |                |
| Nathan Janak (magyar hangja Gáll Dávid)                                      | 2019–2020 | igen       |                |
| Katrina Johnson (magyar hangja Molnár Ilona)                                 | 1994–1997 | igen       |                |
| Lil' JJ                                                                      | 2005      |            | igen           |
| Christina Kirkman                                                            | 2003–2005 | igen       |                |
| Christy Knowings                                                             | 1997–2000 | igen       |                |
| Lex Lumpkin (magyar hangja Pál Dániel Máté)                                  | 2019–2020 | igen       |                |
| Shane Lyons                                                                  | 2002–2004 | igen       |                |
| Zach McLemore                                                                | 1997–1998 |            | igen           |
| Kel Mitchell (magyar hangja Hamvas Dániel)                                   | 1994–1999 | igen       |                |
| Alisa Reyes (magyar hangja Roatis Andrea (1–3. évad), Dobó Enikő (11. évad)) | 1994–1997 | igen       |                |
| Giovonnie Samuels                                                            | 2002–2004 | igen       |                |
| Mark Saul                                                                    | 1998–2000 | igen       | igen           |
| Chinguun Sergelen (magyar hangja Náray-Kovács Zsombor)                       | 2019–2020 | igen       |                |
| Josh Server (magyar hangja Markovics Tamás)                                  | 1994–2000 | igen       |                |
| Jamie Lynn Spears                                                            | 2002–2004 | igen       |                |
| Kyle Sullivan                                                                | 2002–2005 | igen       |                |
| Danny Tamberelli                                                             | 1997–2000 | igen       |                |
| Kenan Thompson (magyar hangja Minárovits Péter)                              | 1994–1999 | igen       |                |
| Kianna Underwood                                                             | 2005      | igen       |                |
| Denzel Whitaker                                                              | 2005      | igen       |                |

## Híresebb jelenetek
- Kérdezd Ashley-t (Amanda Bynes): Ashley a hálószobájában ülve olvassa a hozzá érkező rajongói leveleket, melyekben tanácsokat kérnek tőle. Nagyon kedves és aranyos hangon beszél, egész addig, míg a levélíró ostoba kérdése fel nem húzza, és akkor dühös kioktatásba kezd. A levélben történő megszólítása után mindig kikacsint a kamerába és közli: "ez én vagyok!"
- Dan detektív (Josh Server): egy inkompetens magánnyomozó, aki valahányszor megjelenik a bűntény helyszínén, csak elrontja a dolgokat és a bűnözőket segíti ezzel.
- Shark Cave (Reece Caddell, Gabrielle Green, Lex Lumpkin): barlanglakó ősemberek bírálnak tárgyakat, amely egy másik ősember szerint hasznos találmány lehet a jövőben.
- Mindennapi francia Pierre Escargot-val (Kenan Thompson): Pierre általában egy fürdőkádban fekszik, rajta sárga esőkabát, egy csákó, és karúszók, és eközben fordít le zagyvaságokat rossz kiejtésű franciából.
- Know Your Stars: egy eltorzított hang közöl furcsa, eltorzított tényeket, butaságokat az egyik szereplőről vagy épp a vendégről.
- Jó Burger (Kel Mitchell, később Ryan Coleman): Ed, a Jó Burger étterem kasszása, aki a vendégekkel találkozva rendszerint galibát okoz. Valamennyi rendelést általában ezzel a mondattal vesz fel: "Üdvözöllek a Jó Burgerben, a Jó Burger házában, mit adhatok?" (később "Üdv a Jó Burgerben, ahol jó a burger, mit burkolnál?"). A jelenet alapján készült később a "Hamm Burger" című film.
- A hangos könyvtáros (Lori Beth Denberg): egy könyvtárosnő, aki a könyvtár csendjét valamiért a leghangosabb eszközökkel igyekszik fenntartani.
- Törölve Nathannel (Nathan Janak): Nathan egy forró vízzel teli medencében ül egy trópusi szigeten és azon morfondírozik, milyen dolgokat kellene betiltani.
- Sugar and Coffee (Lisa Foiles, Kyle Sullivan): iszonyatos mennyiségű kávétól és cukortól hiperaktív talk show-műsorvezetők próbálják megmozgatni vendégeiket.
- Bőnadrágos Barry (Kenan Thompson): egy fiú, akinek óriási méretű nadrágjában gyakorlatilag minden megtalálható.
- Thelma Stump (Jamie Lynn Spears): egy idős hölgy, aki a "Sok hűhó" backstage-ének biztonsági őre.
- Vitális Információk (Lori Beth Denberg, Danny Tamberelli, Lil' JJ, Reece Caddell): a műsorvezető fontos közleményeket olvas be és kommentál, amelyek jellemzően egymondatos fahumorú kiszólások.
- Miss Piddlin (Kenan Thompson): egy konyhásnéni, aki az ebédidőben kizárólag borsót hajlandó felszolgálni, és dühbe gurul, ha ez valakinek nem tetszik.
- Peter és Flem (Kel Mitchell, Josh Server): etikett-szabályok kerülnek bemutatásra: Peter mindig azt mutatja meg, hogy szabad valamit csinálni, Flem pedig azt, hogy nem szabad.

## Fordítás
- Ez a szócikk részben vagy egészben  az   All That című angol Wikipédia-szócikk ezen változatának fordításán alapul.  Az eredeti cikk szerkesztőit annak laptörténete sorolja fel. Ez a jelzés csupán a megfogalmazás eredetét és a szerzői jogokat jelzi, nem szolgál a cikkben szereplő információk forrásmegjelöléseként.